# Veliko Širje
Veliko Širje este o localitate din comuna Laško, Slovenia, cu o populație de 259 de locuitori.